# Aeroporto Internacional das Lajes
O Aeroporto Internacional das Lajes localiza-se na freguesia e Vila das Lajes, concelho da Praia da Vitória, na ilha Terceira, nos Açores.
Constitui-se numa infraestrutura aeroportuária que, para além de servir a Terceira, é ponto de acesso ao exterior da rede interna de transportes aéreos dos Açores. Partilha a pista e as estruturas de controlo e de apoio (com excepção do terminal de passageiros e da placa) com a Base Aérea das Lajes.
É o aeroporto com a pista mais extensa de entre os aeroportos dos Açores, que mede cerca de 4.000 metros de extensão.
A Aerogare Civil das Lajes (ACL) tem capacidade para 750.000 passageiros/ano e 360 passageiros/hora depois das últimas obras de requalificação.
A Aerogare das Lajes é a única infraestrutura aeroportuária dos Açores (e uma das duas únicas em Portugal, em conjunto com o Aeroporto Internacional de Beja) que pode receber um Airbus A380, o maior avião comercial do mundo.

## História
O estatuto de base militar condicionou a operação do Aeroporto das Lajes pela aviação civil. Desse modo, durante décadas, o movimento comercial respeitou quase que exclusivamente o tráfego inter-ilhas, assegurado pela SATA desde 1945. Concomitantemente, na impossibilidade de assistência no Aeroporto de Santa Maria, aqui ocorriam escalas ocasionais.
A partir da década de 1970, o acréscimo no tráfego de passageiros conduz ao aumento das funções comerciais, vindo o aeroporto das Lajes a adquirir verdadeiramente carácter misto. A partir de abril de 1971, passa a receber as escalas regulares da TAP nos voos Lisboa-Boston. O aumento do tráfego culmina a que, por decisão do 1º Governo Regional, em 1979, ao definir a política aérea dos Açores, passe a centralizar-se na Terceira os voos internacionais. Para tal contribuíram as limitações do Aeroporto da Nordela em São Miguel e o decréscimo do peso de Santa Maria na balança do arquipélago.
A inauguração da nova aerogare ocorreu em 18 de novembro de 1976, ampliadas em 1986.

## Características
- Código ICAO LPLA
- Código IATA TER
- Altitude (Pés) 180
- Pista (Designação) 15-33
- Dimensões (CxL) 3312x60
- Tipo de Superfície Asfalto/Cimento

Frequência ID Tipo Notas
- 135.0 MHz APP COM ---
- 118.1 MHz TWR COM ---
- 122.1 MHz TWR COM ---
- 121.9 MHz GND COM ---
- 120.3 MHz ATIS COM ---
- 131.5 MHz --- FSS Operações SATA
- 109.9 MHz DK ILS Pista 15
- 111.5 MHz OZ ILS Pista 33
- 112.3 MHz LM VOR ---
- 110.8 MHz LAJ VOR ---
- 116.2 MHz TRM VOR ---
- 342 kHz GP NDB ---

## Companhias e destinos
- SATA Air Açores: São Miguel, Santa Maria, Graciosa, São Jorge, Faial, Pico, Flores e Corvo
- Azores Airlines - Azores Airlines: Lisboa, Aeroporto Internacional Logan, Aeroporto Internacional Pearson de Toronto [Porto e Aeroporto Internacional de Oakland] - (Seasonal)
- TAP Air Portugal: Aeroporto Humberto Delgado
- TUI fly Netherlands: Aeroporto de Amesterdão Schiphol (Seasonal)
- Ryanair: Aeroporto Francisco Sá Carneiro e Aeroporto Humberto Delgado

## Estatísticas
Ver a consulta original do Wikidata.

## Desastres aéreos e incidentes
- 1976 (3 de setembro) - queda de um Hercules C-130 da Força Aérea Venezuelana nos brejos do Lajedo, com a morte de 68 pessoas, tripulantes e passageiros (todos os elementos do Orfeão da Universidade Central da Venezuela).
- 1998 (janeiro) - queda de um Antonov búlgaro, fretado pelos CTT, no cimo da serra de Santiago, à vista da pista principal.
- 2001 (24 de agosto) - Um Airbus A330 da Air transat procedente do Aeroporto Pearson de Toronto pousa neste aeroporto sem combustível e estoura os pneus, mas todos os 306 passageiros e tripulação do voo 236 sobrevivem.